# Вплив творчості Меріліна Менсона на події бійні в Середній Школі Колумбайн
.
Після масового вбивства в середній школі Колумбайн 20 квітня 1999 року поширеною була думка, що насильницькі дії, вчинені двома стрільцями, Еріком Гаррісом і Діланом Кліболдом, були спричинені насильницьким впливом розваг, зокрема, музики Marilyn Manson.

## Передісторія
У музиці є Мерилін Менсон, людина, яка обрала ім'я масового вбивці як частину свого імені. Тексти його музики відповідають його вибору імені. Вони насильницькі та нігілістичні, і є групи по всьому світу, які роблять це, деякі німецькі групи та інші. Я хочу сказати, що людина, яка вже занепокоєна в цьому сучасному високотехнологічному світі, може сидіти в машині і слухати музику, може сидіти в кімнаті і дивитися відео, може заходити в чати і грати в ці відеоігри, і навіть переносити це в реальне життя. Щось тут є дуже великою проблемою. 
— Голова підкомітету юридичного комітету Сенату з питань насильства серед молоді. Сенатор Джефф Сешнс дає свідчення перед Сенатом щодо трагедії в Колумбайн, 1999 р.
Наприкінці 1990-х років Мерилін Менсон та його однойменний гурт стали загальновідомими і одними з найсуперечливіших рок-гуртів в історії музики. Їхні альбоми "Antichrist Superstar" (1996) та "Mechanical Animals" (1998) мали як критичний, так і комерційний успіх, а до часу їхнього туру "Rock Is Dead Tour" у 1999 році фронтмен став іконоборцем культурної війни та об'єднуючою іконою для відчуженої молоді. З ростом популярності гурту конфронтаційний характер його музики та образів викликав обурення соціальних консерваторів. Численні політики лобіювали заборону їхніх виступів, посилаючись на неправдиві та перебільшені заяви про те, що вони містять жертвоприношення тварин, зоофілію та зґвалтування. Їхні концерти регулярно пікетували релігійні захисники і батьківські групи, які стверджували, що їхня музика має розбещуючий вплив на молодіжну культуру, підбурюючи до "зґвалтувань, вбивств, богохульства і самогубств".
20 квітня 1999 року старшокласники школи Колумбайн Ерік Гарріс і Ділан Кліболд застрелили 12 учнів і вчителя та поранили ще 24, а потім наклали на себе руки. Одразу після вбивства значна частина звинувачень була спрямована на гурт і, зокрема, на його відвертого фронтмена. Протягом кількох тижнів після розстрілів у ЗМІ про Гарріса і Клеболда писали, що вони і "Тренч Коут Мафія" є частиною готичного культу. У перших повідомленнях ЗМІ стверджувалося, що стрільці були фанатами і під час вбивства були одягнені у футболки гурту. Хоча пізніше було доведено, що ці твердження не відповідають дійсності, ЗМІ продовжували публікувати сенсаційні історії із заголовками на кшталт "Вбивці поклонялися рок-фріку Менсону" та "Маніяк, що поклоняється дияволу, наказував дітям вбивати". Спекуляції в національних ЗМІ та серед громадськості змусили багатьох повірити, що музика і образи Менсона були єдиною мотивацією стрільця, незважаючи на повідомлення, які показали, що обидва не були фанатами - і, навпаки, "не мали нічого, крім презирства до музики".
Незважаючи на це, Мерилін Менсон зазнав широкої критики з боку релігійних, політичних діячів та представників індустрії розваг - Lynyrd Skynyrd, наприклад, запропонував дати фронтмену "банку з-під задниці". Наступного дня після стрілянини сенатор штату Мічиган Дейл Шугарс разом із політичними радниками, місцевим поліцейським і сержантом сенату штату відвідав концерт гурту на арені "Ван Андел" у Гранд-Репідс, щоб провести дослідження для запропонованого законопроекту, який вимагає розміщення батьківських попереджень на концертних квитках і промо-матеріалах для будь-якого виконавця, який випустив альбом із наліпкою "Рекомендовано для батьків" за останні п'ять років. За словами Шугарса, шоу почалося з того, що співак з "сатанинськими крилами" зістрибнув з хреста, який згодом підпалили. Потім він описав, що бачив фанатів, яких він назвав звичайними дітьми, "під контролем [Менсона]", коли той виконував номер, який "прославляв вбивство поліцейського". Нарешті, він повідомив, що співак розповідав про сон, в якому поліцейські здійснюють з ним статеві акти, перш ніж Ісус Христос спустився з неба, зробленого з ЛСД, і сказав йому, що справжнє ім'я Бога - "Наркотики". Після цього гурт перейшов до "I Don't Like the Drugs (But the Drugs Like Me)". Шугарс висловив занепокоєння, що ці шоу мали негативний вплив на відвідувачів концертів.
Під зростаючим тиском у дні після Колумбайна гурт відклав останні п'ять дат свого північноамериканського туру з поваги до жертв та їхніх родин. Згодом гурт скасував решту дат туру з поваги до жертв, пояснивши: "Це не найкраща атмосфера для рок-н-рольних концертів - ні для нас, ні для фанатів". Однак Менсон наполегливо стверджував, що музика, фільми, книги чи відеоігри не винні в цьому, заявляючи,
ЗМІ несправедливо зробили цапом-відбувайлом музичну індустрію і так званих "дітей-готів" і припустили, без жодних підстав, що такі артисти, як я, якимось чином винні в цій трагедії. Ця трагедія стала результатом невігластва, ненависті та доступу до зброї. Я сподіваюся, що безвідповідальне перекладання вини на інших не призведе до ще більшої дискримінації дітей, які виглядають інакше.
29 квітня десять американських сенаторів (на чолі з Семом Браунбеком з Канзасу) надіслали листа Едгару Бронфману-молодшому - президенту компанії Seagram (власнику Interscope) - з проханням добровільно припинити розповсюдження його компанією серед дітей "музики, що прославляє насильство". У листі згадується Мерилін Менсон, який випускає пісні, що "моторошно відображають" дії Гарріса і Клеболда. Лист підписали вісім республіканців і двоє демократів, а саме: сенатори США Вейн Аллард, Бен Найтхорс Кемпбелл, Сьюзан Коллінз, Тім Гатчінсон, Рік Санторум, Кент Конрад, Байрон Дорган, Джон Ешкрофт і Джефф Сешнс. Пізніше того ж дня гурт скасував решту концертів у Північній Америці. Через два дні Менсон опублікував свою відповідь на ці звинувачення в статті для Rolling Stone під назвою "Колумбайн: Чия це вина?", де він розкритикував американську культуру володіння зброєю, політичний вплив Національної стрілецької асоціації та безвідповідальне висвітлення подій засобами масової інформації, які, за його словами, сприяли перекладанню провини на цапа-відбувайла, замість того, щоб обговорювати більш актуальні суспільні проблеми.
4 травня в Комітеті Сенату США з питань торгівлі, науки і транспорту відбулися слухання щодо маркетингу та розповсюдження насильницького контенту серед неповнолітніх в індустрії телебачення, музики, кіно та відеоігор. Комітет заслухав свідчення колишнього міністра освіти (і співзасновника консервативної групи "Empower America", що займається моніторингом розваг із елементами насильства) Вільяма Беннета, архієпископа Денвера Чарльза Чапута, професорів і фахівців у галузі психічного здоров'я. Промовці критикували гурт, його колегу по лейблу Nine Inch Nails та фільм "Матриця" 1999 року за їхній нібито внесок у культурне середовище, що сприяє насильству, подібному до розстрілів у Колумбайн. Комітет звернувся до Федеральної торгової комісії та Міністерства юстиції США з проханням розслідувати маркетингові практики індустрії розваг, спрямовані на неповнолітніх.
Після завершення європейської та японської частин туру 8 серпня гурт зник з поля зору публіки.
Ті, хто виступав проти Менсона, стверджували, що його рок-гурт був, мабуть, найхворобливішою групою, яку коли-небудь розкручувала мейнстрімова звукозаписна компанія. Майкл Мур у своєму документальному фільмі "Боулінг для Колумбайн" стверджує, що незабаром після нападу, здавалося, що вся увага була зосереджена на тому, що двоє вбивць були вмотивовані на свій вчинок через те, що слухали Мериліна Менсона.
Через два роки після Колумбайна Менсон мав виступити в Денвері, штат Колорадо, на фестивалі Ozzfest на стадіоні Майл Хай. В результаті зібралися протестувальники, щоб не допустити виступу Менсона. Один з ораторів заявив, що музика Мериліна Менсона пропагує те, що він назвав поведінкою, подібною до колумбійської, а саме: ненависть, насильство, смерть, самогубство і вживання наркотиків. Протестувальники в основному складалися з організації "Громадяни за мир і повагу", яка складається з місцевих жителів, церков і сімей жертв Колумбіни.

## Відповідь Меріліна Менсона
Припущення сенатора США Орріна Хетча про те, чому гурт вирішив відмовитися від решти туру по США..

Хоча Менсон спочатку відмовлявся з'являтися на новинних станціях і ток-шоу і скасував кілька виступів з поваги до жертв Колумбайна, пізніше він висловлювався в багатьох різних інтерв'ю. Одне з таких помітних інтерв'ю було в квітневому випуску "Фактора О'Рейлі" 2001 року, де Менсон вкотре заперечив, що музика гурту була причиною трагедії в Колумбайн. Білл О'Райлі звернув увагу на суперечливу поведінку Менсона, наприклад, вчинення статевого акту з іншим чоловіком наживо на сцені. У відповідь Менсон стверджував, що це не було заплановано і на той момент було розвагою. О'Райлі також кинув виклик Менсону, заявивши, що ніколи раніше в Сполучених Штатах не було такого розбещуючого впливу на молодь країни одночасно, і що, хоча Менсон стверджує, що його послання не призначені для певного сприйняття, молоді люди можуть неправильно інтерпретувати його тексти. О'Рейлі також стверджував, що "неспокійні діти" без наставництва відповідальних батьків можуть неправильно інтерпретувати послання його музики як підтримку віри в те, що "коли я помру, [тоді] всі мене знатимуть". Менсон відповів:
Ну, я думаю, що це дуже слушне зауваження, і я думаю, що це відображення, не обов'язково цієї програми, але телебачення загалом, що якщо ви помираєте, і за вами спостерігає достатня кількість людей, ви стаєте мучеником, ви стаєте героєм, ви стаєте добре відомим. Тож, коли трапляються такі події, як Колумбайн, коли є розлючені діти, які хочуть щось сказати, але їх ніхто не слухає, ЗМІ надсилають повідомлення, що якщо ви зробите щось досить голосно і це приверне нашу увагу, то ви "прославитеся" цим. Ці діти двічі потрапили на обкладинку журналу Time, ЗМІ дали їм саме те, чого вони хотіли. Ось чому я ніколи не давав інтерв'ю в той час, коли мене звинувачували в цьому, тому що я не хотів робити внесок у те, що я вважав ганебним.
Менсон також сказав О'Рейлі, що його тексти не пропагують самогубство, але заохочують "пройти через подібні почуття". В інтерв'ю Менсон стверджував, що він не пропагує насильство, ненависть, самогубство та інші звірства, в яких його звинувачують. Навпаки, він закликає не боятися відрізнятися від інших і кидати виклик суспільним поглядам і нормам. Він неодноразово стверджує, що існує різниця між мистецтвом і реальним життям.

### Повернення до Денвера
Оззфестський етап туру ознаменував перший виступ гурту у Денвері, штат Колорадо (22 червня 2001 року на стадіоні Майл Хай) після масового вбивства у школі Колумбайн у Літтлтоні. Спочатку скасувавши виступ через конфлікт з розкладом, гурт змінив свої плани і вирішив відіграти концерт у Денвері. Рішення гурту зустріло опір з боку консервативних груп; Менсону погрожували вбивством і вимагали скасувати виступ. Група церковних лідерів, бізнесменів і родин, пов'язаних з Колумбайн, сформували спеціальну організацію, яка виступила проти концерту. Організація "Громадяни за мир і повагу", яку підтримали губернатор Колорадо Білл Оуенс і конгресмен Том Танкредо, заявила на своєму сайті, що гурт "пропагує ненависть, насильство, смерть, самогубство, вживання наркотиків, а також погляди і дії вбивць Колумбайна". У відповідь на це група прихильників Мериліна Менсона створила організацію "Громадяни на захист права на свободу слова", щоб підтримати концерт. Представник сім'ї жертви Колумбайн заявив журналістам, що від Менсона не слід очікувати, що він буде прищеплювати дітям цінності, і що його слід вітати на Оззфесті. У відповідь Менсон виступив із заявою:
Я щиро вражений, що після всього цього часу релігійним групам все ще потрібно атакувати індустрію розваг і використовувати ці трагедії як жалюгідний привід для власної корисливої реклами. У відповідь на їхні протести я проведу шоу, в якому поєднуватиму свої пісні з корисним читанням Біблії. Таким чином, шанувальники не тільки почують мою так звану "насильницьку" точку зору, але ми також зможемо дослідити чесноти чудових Насильство в Біблії: "християнські" історії про хвороби, вбивства, перелюб, самогубства і дитячі жертвоприношення. Тепер це здається мені "розвагою".
Під час концерту в Денвері Менсон також дав інтерв'ю для документального фільму Майкла Мура 2002 року "Боулінг для Колумбайн". В інтерв'ю Менсон і Мур обговорювали іронію того, що в день розстрілу Сполучені Штати скинули більше бомб на сербські сили в Косові, ніж будь-коли за весь час війни в Косово. Менсон стверджував, що тодішній президент США Білл Клінтон мав більший вплив, ніж він сам, але ніхто не ставив під сумнів вину президента. Коли Мур запитав Менсона, що б він сказав сім'ям загиблих, той відповів: "Я б не сказав їм жодного слова. Я б вислухав, що вони скажуть, але цього ніхто не зробив".

## Вплив на кар'єру Меріліна Менсона
Мерилін Менсон про турне Guns, God and Government Tour
 у 2017 році.
В одному з інтерв'ю Менсон сказав, що звинувачення в Колумбайн ледь не зруйнували його кар'єру. Він стверджував, що йому довелося подати до суду на тих, хто так завзято асоціював його ім'я зі стріляниною в Колумбайн. Він каже, що його звинувачують у більшій кількості смертей, ніж будь-якого музичного виконавця в історії.
Невдовзі після інциденту в Колумбайн Менсон випустив нове відео на пісню "The Fight Song" з альбому "Holy Wood" ("In the Shadow of the Valley of Death"). Багато хто припускав, що це відео відсилає до масового вбивства в Колумбайн, зображуючи сутичку між спортсменами та готами. Менсон заперечував наявність такого зв'язку.
В інтерв'ю 2012 року Менсон розповів, що альбом "Born Villain", який вийде того ж року, був названий частково через його провину за стрілянину в Колумбайн. Він сказав, що назва є ідеальною, тому що він був очорнений суспільством.